# Saint-Régis-du-Coin
Saint-Régis-du-Coin é uma comuna francesa na região administrativa da Auvérnia-Ródano-Alpes, no departamento do Loire. Estende-se por uma área de 20.4 km². Em 2010 a comuna tinha 406 habitantes (densidade: 19,9 hab./km²).